# Manifeste du peuple algérien
Le 10 février 1943, Ferhat Abbas publie le Manifeste du peuple algérien, qui demande un nouveau statut pour la « nation algérienne » avec la signature de 28 élus musulmans.
Le manifeste condamne la colonisation et revendique le droit du peuple algérien à disposer de soi. Il exige la rédaction d’une constitution garantissant la liberté et l’égalité des habitants sans distinction de « race » et de religion, la reconnaissance de l’arabe comme langue officielle au même titre que le français, la liberté de culte dans le respect de la séparation de l’Église et de l’État. Associé à un Additif exigeant à la fin de la guerre une Assemblée algérienne constituante. Il proposait que « l'Algérie soit un État associé à la France après la victoire et une série de mesures rompant avec le système colonial, par la négociation avec les autorités françaises ».
Ce texte parvient à rassembler à la fois les partisans de Messali Hadj et ceux de Ferhat Abbas pourtant opposé sur la plupart des questions de revendications vis-à-vis de la France, et surtout de méthodes, violentes ou non. Il constitue, selon l’expression de Benjamin Stora, la majorité politique du peuple algérien.
Le manifeste sera proposé le 31 mars 1943 (ainsi que son additif de mai 1943) au gouverneur général Marcel Peyrouton. L'arrivée de Charles de Gaulle sonna la fin de ce projet. Le 23 juin 1943, le général Catroux, nouveau gouverneur général de l'Algérie, rejettera le Manifeste et sanctionnera cet acte d'indiscipline par la dissolution de la section indigène et l'arrestation des deux « meneurs » Ferhat Abbas et Abdelkader Sayah emprisonnés tous deux dans le Sahara.
Les Amis du manifeste et de la liberté (AML) sont créés en mars 1944 pour le défendre, et appellent aux manifestations du 8 mai 1945.

## Contexte
Lors de la Seconde Guerre mondiale, profitant de l’affaiblissement de la France envahie par l’Allemagne, et du débarquement anglo-américain à Alger en 1942, Ferhat Abbas, saura réunir toutes les forces politiques algériennes (élus, membres du PPA et oulémas) autour d’un projet politique commun : le manifeste du peuple algérien. 
Le 17 janvier 1943, se réunissaient à Alger, chez l’avocat et homme politique Ahmed Boumendjel, des personnalités représentant le PPA comme Lamine Debaghine et Asselah Hocine, des membres de l’association des oulémas comme Larbi Tebessi et Ahmed Taoufik El Madani, des représentants des élus musulmans comme le docteur Abdennour Tamzali, Ghersi Ahmed et Cadi Abdelkader et du président de l'Association des Étudiants Musulmans d'Afrique du Nord (AEMAN) Mohammed el Hadi Djemame.
Ferhat Abbas fut chargé d'écrire le texte du manifeste, qu’il rédigea à Sétif, dans une pièce au-dessus de sa pharmacie. Messali Hadj, par l"intermédiaire de messagers, approuve le manifeste, il y ajoute un additif pour la « constituante souveraine » en avril-juin 1943.

## Contenu du Manifeste
1. Condamnation et abolition de la colonisation c'est-à-dire, de l'annexion et de l'exploitation d'un peuple par un autre peuple. Cette colonisation n'est qu'une forme collective de l'esclavage individuel de l'Antiquité et du servage du Moyen Âge. Elle est, en outre, une des causes principales des rivalités et des conflagrations entre les grandes puissances.
2. L'application pour tous les pays, petits et grands, du droit des peuples à disposer d'eux-mêmes.
3. La dotation de l'Algérie d'une Constitution (républicaine et sociale) propre, garantissant:
  - La liberté et l'égalité absolue de tous ses habitants, sans distinction de race ni de religion
  - La suppression de la propriété féodale par une grande réforme agraire et le droit au bien-être de l'immense prolétariat agricole.
  - La reconnaissance de la langue arabe comme langue officielle au même titre que la langue française.
  - La liberté de la presse et le droit d'association
  - L'instruction gratuite et obligatoire pour les enfants des deux sexes.
  - La liberté du culte pour tous les habitants et l'application à toutes les religions du principe de la séparation de l’Église et de l’État.
4. La participation immédiate et effective, des musulmans Algériens au gouvernement de leur pays (la formation immédiate d'un gouvernement provisoire issu du peuple), ainsi que cela a été fait par le gouvernement de Sa Majesté britannique et le général Catroux en Syrie et par le gouvernement du Maréchal Pétain et les Allemands en Tunisie. Ce gouvernement pourra seul réaliser aux côtés du général Giraud et des armées anglo-américaines, dans un climat d'unité morale parfaite, la participation du peuple Algérien à la lutte commune.
5. La libération de tous les condamnés et internés politiques à quelque partis qu'ils appartiennent.

## Additif au manifeste (14 avril - 23 juin 1943)

### Contenu
TITRE I : Réformes qu'il convient d'ajourner jusqu'à la fin des hostilités
À la fin des hostilités, l'Algérie sera érigée en État Algérien doté d'une constitution propre qui sera élaborée par une Assemblée algérienne constituante élue au suffrage universel par tous les habitants de l'Algérie. Note : Le MTLD nous a emprunté ce titre I pour en faire son "slogan politique". Ce slogan est un non-sens. Toute constituante suppose la suppression de l'impérialisme. Elle est une fin et non un moyen. C'est pourquoi l'UDMA reste fidèle à son programme constructif et progressiste - seul capable de venir à bout du colonialisme. À quels résultats en effet peut aboutir une Constituante réunie par le régime colonial, sinon à des institutions arbitraires et antidémocratiques ?
TITRE II : Réformes que les circonstances actuelles rendent nécessaires et possibles et que le peuple algérien demande au Gouvernement français pour préparer son avenir.
A) PARTICIPATION IMMEDIATE ET EFFECTIVE DES REPRESENTANTS MUSULMANS AU GOUVERNEMENT ET A L'ADMINISTRATION DE L'ALGERIE PAR :
1. La transformation du Gouvernement général en Gouvernement algérien, composé de ministères, également répartis entre titulaires français et titulaires musulmans. Les directions actuelles deviendront directions de ministères. Le Chef de ce Gouvernement sera le gouverneur général qui prendra le titre d'ambassadeur, haut-commissaire de France en Algérie. Note : C'est d'abord cette réforme, portant la création d'un Gouvernement algérien, semi-autonome, qu'il convenait de réaliser si les élus musulmans avaient tenu à faire un pas en avant pour sortir l'Algérie du régime colonial. Mais le courage et la foi leur ont manqué.
2. La représentation égale des Français et des Musulmans au sein des assemblées élues et des organismes délibérants ( Conseil supérieur du Gouvernement, Délégations financières, conseils généraux, conseils municipaux, chambres de commerce et d'agriculture, conseils de prud'hommes et tous les offices, conseils, comités, commissions et syndicats). Il sera fait successivement appel, pour compléter la représentation musulmane dans ces assemblées, aux élus et anciens élus depuis les délégués financiers jusqu'aux représentants des syndicats ouvriers.
3. L'administration autonome du douar dans les communes mixtes conformément à la municipale de 1884. La djemaâ et son président deviendront le conseil municipal et le maire du douar (Raïs Eddouar).
4. L'accession des Musulmans à toutes les fonctions publiques, y compris les fonctions d'autorité, dans les mêmes conditions de recrutement, d'avancement, de traitement et de retraite que les fonctionnaires français. Reconnaissance du principe de la répartition égale de toutes ces fonctions entre Français et Musulmans.
5. L'abrogation de toutes les lois et mesures d'exception et l'application, dans le cadre de la législation algérienne, du droit commun.

B) ÉGALITÉ DEVANT L'IMPÔT DU SANG
1. Suppression de conscription indigène et du service militaire dit " à titre indigène". Mode de recrutement unique. Égalité de solde, d'avancement, de pension de retraite, d'allocations, accès à tous les grades.
2. Remise des couleurs de l'Algérie aux régiments musulmans du corps expéditionnaire. Ces couleurs, associées aux couleurs de la France, ne pourront que relever le moral de nos soldats. Note : Il n'y a pas de fédéralisme sans association de peuples et de nations. Il n'y a pas de nations sans couleurs nationales.

C) RÉFORMES ÉCONOMIQUES ET SOCIALES
1. Paysannat : Création d'un office du paysannat indigène avec dotation immédiate pour le recasement rapide et réel du paysan musulman.
2. Main d'œuvre : Création d'un ministère du travail pour l'application des lois sociales au prolétariat agricole, commercial et industriel.
3. Instruction : Suppression de l'enseignement spécial aux indigènes. Mise en œuvre de moyens efficaces pour scolariser le million d'enfants indigènes non inscrits dans les écoles faute de place. Liberté d'enseignement de la langue arabe.
4. Équipement des douars : Réalisation effective de l'habitat, de l'adduction d'eau potable des voies et moyens de communications (routes, postes téléphones, télégraphes), des hôpitaux, de l’électrification des campagnes.
5. Suppression de l'acte de navigation du 2 avril qui a instauré le monopole du pavillon. Ce monopole se traduit par un impôt de l'ordre d'un milliard et demi, supporté par les consommateurs algériens, c'est-à-dire en majorité par les musulmans.
6. Suppression de l'économie dirigée et des différents organismes qui s'y rattachent et retour au régime de liberté. Ce régime de l'économie dirigée s'est révélé préjudiciable aux intérêts des producteurs, des commerçants et des consommateurs musulmans.
7. Abrogation de la loi sur la coordination du rail et de la route.
8. Liberté du culte musulman.
9. Liberté de la presse dans les deux langues.
10. Autorisation de créer à Alger, Oran et Constantine trois journaux musulmans pour informer, guider et traduire l'opinion publique musulmane. Après deux années de propagande faite dans les milieux musulmans par la Révolution nationale en faveur de la coopération avec l'Allemagne et l'ordre nouveau, ces journaux sont indispensables pour redresser la situation, mener une œuvre salutaire aux côtés des alliés et réaliser la défense des intérêts de l'Algérie musulmane.

Rédigé à Alger le 26 mai 1943.